# 13-та повітряна армія (СРСР)
Трина́дцята пові́тряна а́рмія (13 ПА) — авіаційне об'єднання, повітряна армія військово-повітряних сил СРСР під час Німецько-радянської війни.

## Історія
Сформована 25 листопада 1942 на підставі наказу НКО СРСР від 10 листопада  1942 на базі управління та частин ВПС Ленінградського фронту у складі 275-ї винищувальної, 276-ї бомбардувальної та 277-ї штурмової авіадивізій.
У січні 1943 підтримувала наступ 67-ї армії фронту в операції по прориву блокади Ленінграда. У лютому забезпечувала наступальні дії військ фронту на красноборському, а в липні і серпні — на мгинському напрямах. Важливу роль армія зіграла на початку 1944 у операціях по повному зняттю блокади Ленінграда. У червні в ході Виборзької операції (10-20 червня) основні зусилля армії були зосереджені на підтримці з'єднань та частин, що завдавали головного удару на Карельському перешийку при прориві потужної оборони противника: руйнуванні довготривалих оборонних споруд і знищенні його резервів.
У липні 1944 армія брала участь у Нарвській (24-30 липня), у вересні — в Талліннській (17-26 вересня) наступальних операціях.
У вересні — листопаді 1944 армія вела активні бойові дії за звільнення Моонзундського архіпелагу. У ході цих бойових дій почалася передача бомбардувальної і штурмової авіації армії до складу 1-ї повітряної армії, що підтримувала війська 3-го Білоруського фронту у Східно-Прусській стратегічній операції (13 січня — 25 квітня 1945).
Бойовий шлях армія завершила участю в Моонзундській десантній операції (27 вересня — 24 листопада).
За роки Німецько-радянської війни льотчики армії здійснили близько 120 тис. літако-вильотів.
За бойові заслуги тисячі воїнів нагороджені орденами і медалями, 151 льотчик і штурман стали Героями Радянського Союзу, а П. А. Покришеву це звання було присвоєне двічі.

## Склад
- 273 винищувальна авіаційна дивізія (вад) (25.12.1942 — 05.1943);
- 275 вад;
- 269 вад (26.02.44 — 04.44);
- 240 вад (19.04.43 — 11.07.43);
- 276 бад;
- 277 шад;
- 281 шад (26.02.44 — 09.05.45);
- 13 орап;
- 407 зап (11.42 — 03.43);
- 914 зап (11.42 — 03.43);
- 915 зап (11.42 — 03.43);
- 987 зап (11.42 — 03.43);
- 5 одрае (01.43 — 04.43);
- 10 овае (01.43);
- 12 окае (01.43);
- 742 орап (02.44 — 04.44);
- 87 онбае (07.44 — 05.45);
- 553 оааез (03.43 — 05.45).

## Командування
- Командувачі:
  - генерал-лейтенант авіації, з листопада 1944 генерал-полковник авіації Рибальченко С. Д. (27 липня 1942 — 25 червня 1945) (листопад 1942 — до кінця війни).
- Члени військової ради:
  - бригадний комісар, з 6 грудня 1942 генерал-майор авіації Іванов А. А. (25 листопада 1942 — 1 березня 1943);
  - полковник Сулимов М. І. (16 березня 1943 — до кінця війни).
- Начальники штабів:
  - полковник, з 4 лютого 1944 генерал-майор авіації Алексеєв А. С. (13 листопада 1942 — 10 липня 1944);
  - генерал-майор авіації Лаврик С. А. (10 липня 1944 — 21 березня 1945).